# Ojajärvi (sjö i Birkaland, lat 62,05, long 22,70)
Ojajärvi är en sjö i Finland. Den ligger i landskapen  Satakunta och Birkaland, i den sydvästra delen av landet, 240 km nordväst om huvudstaden Helsingfors. Ojajärvi ligger 141 meter över havet. Arean är 1,48 kvadratkilometer och strandlinjen är 7,3 kilometer lång. Sjön  ingår i Karvia å huvudavrinningsområde.   I omgivningarna runt Ojajärvi växer i huvudsak blandskog.